# Syneches dichaetophorus
Syneches dichaetophorus är en tvåvingeart som beskrevs av Mario Bezzi 1904. Syneches dichaetophorus ingår i släktet Syneches och familjen puckeldansflugor. Inga underarter finns listade i Catalogue of Life.